# SC Emma in het seizoen 1956/57
Het seizoen 1956/1957 was het derde jaar in het bestaan van de Dordtse betaaldvoetbalclub Emma. De club kwam uit in de Eerste divisie A en eindigde daarin op de 16e plaats, dit betekende dat de club degradeerde naar de Tweede divisie. Tevens deed de club mee aan het toernooi om de KNVB beker, hierin werd in de eerste ronde verloren van EBOH (1–3).

## Wedstrijdstatistieken

### Eerste divisie A
|       | ADO    | Alkmaar '54 | DWS   | De Volewijckers | De Graafschap | Haarlem | Helmondia '55 | HVC   | KFC   | Limburgia | Roda Sport | SVV   | VSV   | Wageningen | Xerxes |
| ----- | ------ | ----------- | ----- | --------------- | ------------- | ------- | ------------- | ----- | ----- | --------- | ---------- | ----- | ----- | ---------- | ------ |
| Thuis | 1 – 2  | 2 – 4       | 3 – 3 | 1 – 2           | 0 – 3         | 0 – 1   | 1 – 6         | 1 – 4 | 0 – 2 | 2 – 2     | 2 – 3      | 3 – 1 | 0 – 0 | 5 – 1      | 1 – 2  |
| Uit   | 10 – 0 | 2 – 0       | 3 – 1 | 1 – 1           | 3 – 1         | 2 – 1   | 1 – 1         | 3 – 1 | 2 – 0 | 3 – 1     | 6 – 0      | 3 – 0 | 3 – 0 | 0 – 0      | 2 – 1  |

### KNVB beker
| 1e ronde                                  | Emma        | 1 – 3 | EBOH        |
| 19 augustus 1956 Plaats: Dordrecht Reeweg | Niet bekend |       | Niet bekend |

## Statistieken Emma 1956/1957

### Eindstand Emma in de Nederlandse Eerste divisie A 1956 / 1957
| Stand | Gespeeld | Gewonnen | Gelijk | Verloren | Punten | Doelpunten voor | Doelpunten tegen |
| ----- | -------- | -------- | ------ | -------- | ------ | --------------- | ---------------- |
| 16e   | 30       | 2        | 6      | 22       | 10     | 30              | 80               |

### Topscorers
| #                    | Naam                | Goal |
| -------------------- | ------------------- | ---- |
| 1.                   | Jan Hardenbol       | 4    |
| 1.                   | Bram van der Hoeven | 4    |
| 1.                   | Eef Stolk           | 4    |
| 1.                   | Wim Stolk           | 4    |
| 5.                   | Jur van der Gijp    | 3    |
| 5.                   | Leo Veldhuis        | 3    |
| 7.                   | Teerlink            | 2    |
| 8.                   | Janus van der Gijp  | 1    |
| 8.                   | Leen Hubert         | 1    |
| 8.                   | De Jong             | 1    |
| 8.                   | Reppel              | 1    |
| 8.                   | Wim van der Starre  | 1    |
| Onbekende doelpunten |                     |      |
| –                    | Onbekend            | 5    |
| Totaal               | Totaal              | 30   |

| #      | Naam     | Goal |
| ------ | -------- | ---- |
| –      | Onbekend | 1    |
| Totaal | Totaal   | 1    |